# Rio do Roque
O rio do Roque ou ribeirão do Roque é um curso d'água que corta as cidades de Santa Cruz da Conceição, Leme e Pirassununga, no estado de São Paulo, Brasil. Grande parte de seu percurso dentro do municipio de Pirassununga ocorre dentro do Bairro do Roque que tem esse nome justamente pela passagem do rio em seu território. 

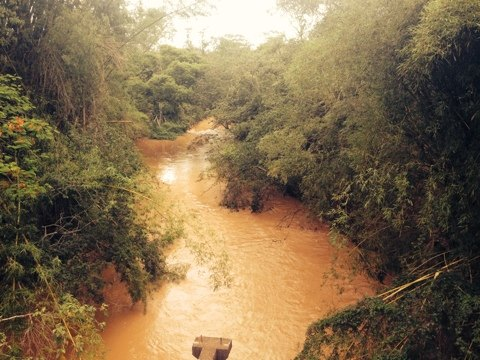
Rio do Roque - Pirassununga, Sao Paulo

É um importante fornecedor de água para as prefeituras das cidades  onde passa, sendo fundamental para o abastecimento local, que já foi paralisado em função de acidente ambiental.
Recentemente recebeu obras para ampliação da captação de água para fornecimento à cidade de Pirassununga.
O rio é afluente do rio Mojiguaçu, e suas águas são grandes colaboradoras para a piracema local.